# Bisdom Whitehorse
Het bisdom Whitehorse (Latijn: Dioecesis Equialbensis) is een rooms-katholiek bisdom met als zetel Whitehorse, in Canada. Het bisdom is suffragaan aan het aartsbisdom Grouard-McLennan. 

## Geschiedenis
Het bisdom werd opgericht op 14 januari 1944, als het apostolisch vicariaat Whitehorse, uit delen van de apostolisch vicariaten Grouard en Yukon-Prince Rupert. Op 13 juli 1967 werd het verheven tot bisdom.

## Parochies
Het bisdom had in 2020 een oppervlakte van 723.515 km2 en telde 43.600 inwoners waarvan 19,5% rooms-katholiek was.

## Bisschoppen
- Jean-Louis-Antoine-Joseph Coudert (15 januari 1944 - 26 maart 1965)
- James Philip Mulvihill (18 december 1965 - 15 oktober 1971)
- Hubert Patrick O’Connor (15 oktober 1971 - 9 juni 1986)
- Thomas Joseph Lobsinger (3 juli 1987 - 15 april 2000)
  - Denis Croteau (apostolisch administrator: 14 mei 2003 - 22 maart 2006)
- Gary Michael Gordon (5 januari 2006 - 14 juni 2014)
- Héctor Felipe Vila (27 november 2015 - heden)

Grouard-McLennan (aartsbisdom) · Mackenzie-Fort Smith · Whitehorse